# System availability

## Definizione informale
La disponibilità di un sistema rappresenta, in ambito informatico, la quantità di tempo che il suddetto rimane online rispetto al tempo totale.
Con sistema intendiamo un qualsiasi insieme di componenti hardware e software che svolgono un compito specifico, come potrebbe essere un  webserver, una macchina ATM e via dicendo.

## Definizione formale
Formalmente possiamo definire la system availability come segue:
{\displaystyle {\frac {MTTF}{MTBF}}}=
{\displaystyle {\frac {MTTF}{MTTF+MTTR}}}
Dove con MTBF intendiamo il Mean Time Between Failures, ovvero il tempo medio tra un fallimento ed un altro del sistema (quindi l'uptime) e con MTTR intendiamo il Mean Time To Repair, ovvero il tempo medio per riparare il sistema dopo il suo fallimento.
Chiaramente questa formula rappresenta la percentuale di tempo che il sistema rimane funzionante.

## Utilizzo
Questa caratteristica è un indice molto importante per valutare la bontà di un sistema in quanto permette di stimare quanto lo stesso sarà disponibile all'esterno. A differenza della system safety questo indice spesso non è obbligatoriamente necessario ma auspicabile.
Ad esempio, supponiamo di avere una macchina ATM per il prelievo dei soldi; è chiaro che avere una system availability del 60% indicherebbe che 2 volte su 5 la macchina non è funzionante, e sarebbe un risultato piuttosto deludente. In certe situazioni è necessario garantire una disponibilità molto alta, basti supporre un centralino di smistamento chiamate.

## Disponibilità in serie
In caso di elementi del sistema posti in serie uno dopo l'altro la disponibilità dello stesso dipenderà dal primo fallimento che si presenta. Se abbiamo ad esempio due componenti successive, come una stampante collegata ad un print server, lo stesso smetterà di funzionare non appena uno dei due elementi falliscono nel loro funzionamento.

## Disponibilità in parallelo
Al contrario della disponibilità in serie, quella in parallelo permette di creare una ridondanza che garantisce un uptime maggiore. Supponiamo di avere un server con 2 processori ridondanti; nel caso in cui uno dei due fallisca è sempre presente il secondo che può sostituire il primo e l'unico caso in cui il sistema smette di funzionare è quello in cui uno dei due fallisce e successivamente fallisce anche il secondo prima che il primo venga riparato.

### Testi di carattere interdisciplinare
- S.B. Blanchard, Design and Manage to Life Cycle Cost, Forest Grove, Weber System, 1978.
- S.B. Blanchard, Logistics Engineering and Management, 4ª ed., Englewood Cliffs, New Jersey, Prentice-Hall, Inc., 1992.
- S.B. Blanchard, Maintainability: A Key to Effective Serviceability and Maintenance Management, New York, John Wiley & Sons Inc., 1995.
- E. Cescon, M. Sartor, La Failure Mode and Effect Analysis (FMEA), Milano, Il Sole 24 ore, 2010, ISBN 978-88-6345-130-6.
- R. Denney, Succeeding with Use Cases: Working Smart to Deliver Quality, Addison-Wesley Professional Publishing, 2005.
- C.E. Ebeling, An Introduction to Reliability and Maintainability Engineering, Boston, McGraw-Hill Companies, Inc., 1997.
- K.C. Kapur, L.R. Lamberson, Reliability in Engineering Design, New York, John Wiley & Sons, 1977.
- L. Leemis, Reliability: Probabilistic Models and Statistical Methods, Prentice-Hall, 1995, ISBN 0-13-720517-1.
- P. D. T. O'Connor, Practical Reliability Engineering, 4ª ed., New York, John Wiley & Sons, 2002.
- J.D. Patton, Maintanability and Maintenance Management, North Carolina, Instrument Society of America, Research Triangle Park, 1998.
- M. Broccoletti, Gli strumenti della Qualità, http://www.lulu.com, 2013.
- E. Grassani L'errore come causa di infortunio  2022  Editoriale Delfino Milano 2022, ISBN 978-88-31221-68-9

### Testi specifici per il campo dell'edilizia
- AA. VV., La qualità edilizia nel tempo, Milano, Hoepli, 2003.
- Bruno Daniotti, Durabilità e manutenzione in edilizia, Torino, UTET, 2012.
- Vittorio Manfron, Qualità e affidabilità in edilizia, Milano, Franco Angeli, 1995.
- UNI, UNI 11156-1, Valutazione della durabilità dei componenti edilizi. Terminologia e definizione dei parametri di valutazione, 2006.
- UNI, UNI 11156-2, Valutazione della durabilità dei componenti edilizi. Metodo per la propensione all’affidabilità, 2006.
- UNI, UNI 11156-3, Valutazione della durabilità dei componenti edilizi. Metodo per la valutazione della durata (vita utile), 2006.